# Budislav (ort i Tjeckien, Södra Böhmen)
Budislav är en ort i Tjeckien.   Den ligger i regionen Södra Böhmen, i den centrala delen av landet, 90 km söder om huvudstaden Prag. Budislav ligger 451 meter över havet och antalet invånare är 461.
Terrängen runt Budislav är huvudsakligen platt, men norrut är den kuperad. Runt Budislav är det glesbefolkat, med 19 invånare per kvadratkilometer. Närmaste större samhälle är Tábor, 18,7 km nordväst om Budislav. Omgivningarna runt Budislav är en mosaik av jordbruksmark och naturlig växtlighet.